# Adamair
Adamair (Adammair, Adhamair, Amadir), hijo de Fer Corb, fue, según leyendas irlandesas medievales y tradiciones históricas, un Alto Rey de Irlanda. Proveniente de Munster, asesinó al titular anterior, Ailill Caisfhiaclach, y reinó por cinco años, hasta que fue asesinado por Eochaid Ailtleathan. El Lebor Gabála Érenn sincroniza su reinado con el de Ptolomeo V en Egipto (204–181 aC). La cronología de los Anales de los Cuatro Maestros data su reinado del 418–414 aC, la cronología del Foras Feasa ar Éirinn de Geoffrey Keating en el 290–285 a. C. Fue el marido de la presunta diosa Flidais de los Tuatha Dé Danann.